# Kurzeniec (przystanek kolejowy)
Kurzeniec (biał. Куранец, ros. Куренец) – przystanek kolejowy i posterunek odgałęźny w miejscowości Kurzeniec, w rejonie wilejskim, w obwodzie mińskim, na Białorusi. Położony jest na linii Połock - Mołodeczno.
Rozpoczyna się tu dwutorowy odcinek linii biegnący w stronę Mołodeczna do przystanku Tyszkiewiczy. Szlak od strony Połocka jest jednotorowy.
Przystanek istniał przed II wojną światową.